# Antilophia galeata
El saltarín de yelmo (Antilophia galeata), también denominado soldadito o bailarín negro (en Paraguay) o bailarín de casquete, es una especie de ave paseriforme de la familia Pipridae, una de las dos en el género Antilophia. Es nativo del centro oriental de América del Sur.

## Distribución y hábitat
Se distribuye principalmente en las mesetas del centro y sur de Brasil (al sur desde Maranhão, hasta el sur de Mato Grosso do Sul, oeste de Paraná y norte de São Paulo), y adyacencias del noreste de Bolivia (noreste de Santa Cruz) y noreste de Paraguay.
Esta especie es considerada localmente bastante común en sus hábitats naturales: los estratos medio y bajo de bosques en galería, principalmente entre 400 y 1000 m s. n. m. de altitud.

## Descripción
Mide en promedio 14,5 cm de longitud. Presenta notable dimorfismo sexual. El macho tiene una prolongada cresta color rojo vivo, que va desde la frente hasta el centro del dorso, con un copete que se dirige hacia adelante sobre el pico; el plumaje del resto del cuerpo es negro. La hembra es de color verde uniforme. El macho lleva tres años para mudar el plumaje verde con que nace y adquirir paulatinamente su plumaje característico.

## Comportamiento
Se mueve más alto en relación con el suelo que otros saltarines, y como no es particularmente tímido, es más fácil de observar.

### Alimentación
Se alimenta principalmente de frutos y además caza insectos.

### Reproducción
El macho parece no presentar una exhibición organizada. El macho protege un territorio de reproducción. La hembra construye un nido en forma de cesta, en alguna horquilla de un árbol. Pone uno o dos huevos parduzcos y los incuba por 17 a 19 días. Los polluelos abandonan el nido entre 13 y 15 días después de nacer.

### Vocalización
El canto del macho es una frase silbada, rápida y musical, «uiriri-riri-riri?», a veces emitida mientras un macho persigue a otro en el follaje. Los dos sexos emiten un «uurii» o «uurii? pur» ronco.

## Sistemática

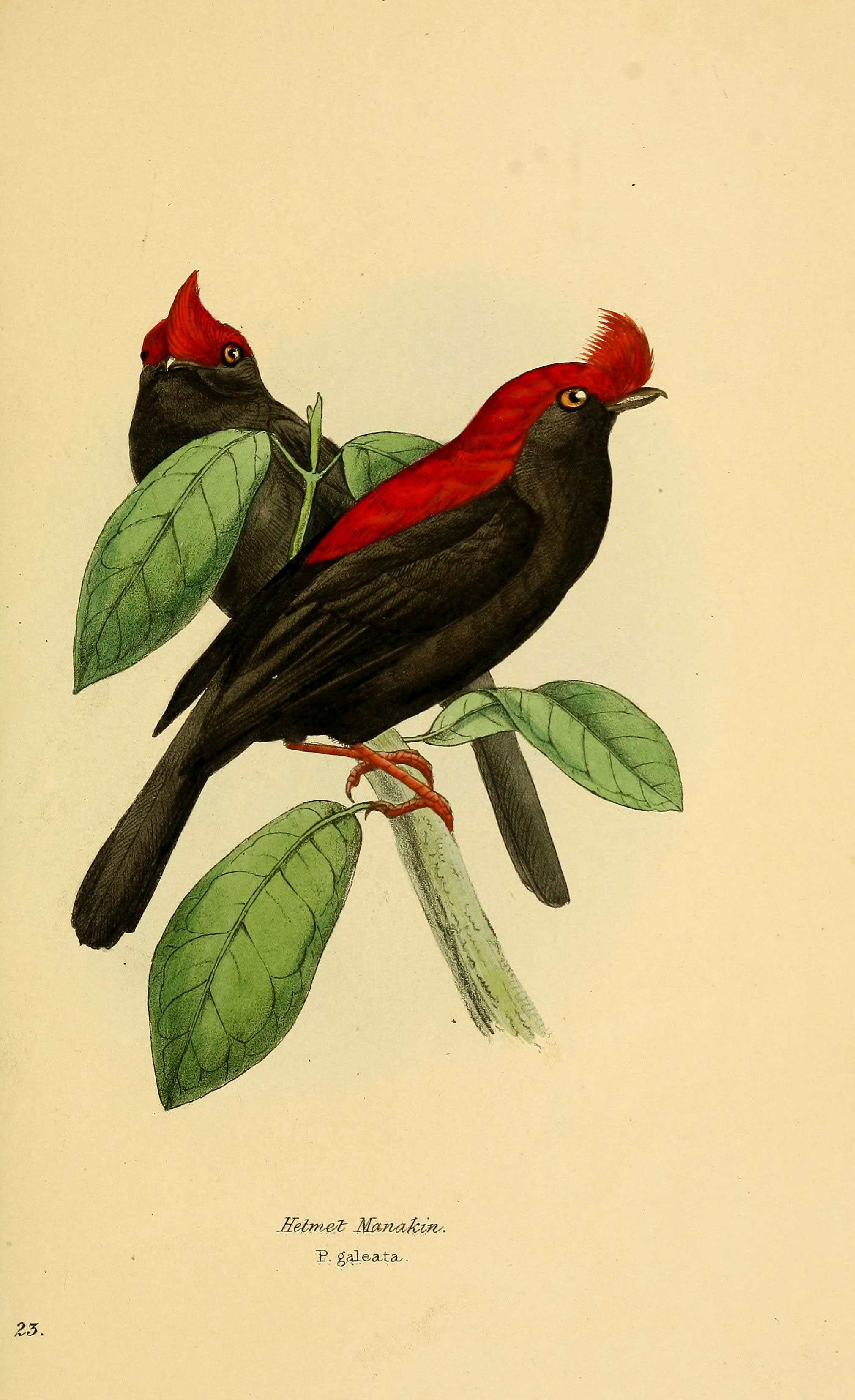
Pipra galeata, ilustración de Swainson en A selection of the birds of Brazil and Mexico, 1841.

### Descripción original
La especie A. galeata fue descrita por primera vez por el naturalista alemán Martin Lichtenstein en 1823 bajo el nombre científico Pipra galeata; la localidad tipo es: «São Paulo, Brasil».

### Etimología
El nombre genérico femenino «Antilophia» se compone de las palabras del latín «antios» que significa ‘diferente’, y «lophoeis» que significa ‘de cresta’; y el nombre de la especie «galeata», proviene del latín «galeatus» que significa ‘de casco’.

### Taxonomía
Es monotípica. El género es pariente próximo a Chiroxiphia; ocasionalmente se registran híbridos inter-genéricos entre la presente especie y Chiroxiphia caudata. En Brasil, este híbrido recibe el nombre popular de «rei-dos-tangarás» (en portugués).
Los estudios genéticos utilizando un amplio muestreo de taxones y genes (Silva et al. 2018, Harvey et al. 2020, Leite et al. 2021, Zhao et al. 2022) han demostrado que el género Antilophia se encuentra embutido dentro del género Chiroxiphia, que de esta forma sería parafilético. Con base en estas evidencias, el Comité de Clasificación de Sudamérica (SACC) en la Propuesta No 975 aprobó la fusión de Antilophia dentro de Chiroxiphia, transformándose en un sinónimo de este último género, con lo cual la presente especie pasa a denominarse Chiroxiphia galeata.